# Yūko Takeuchi

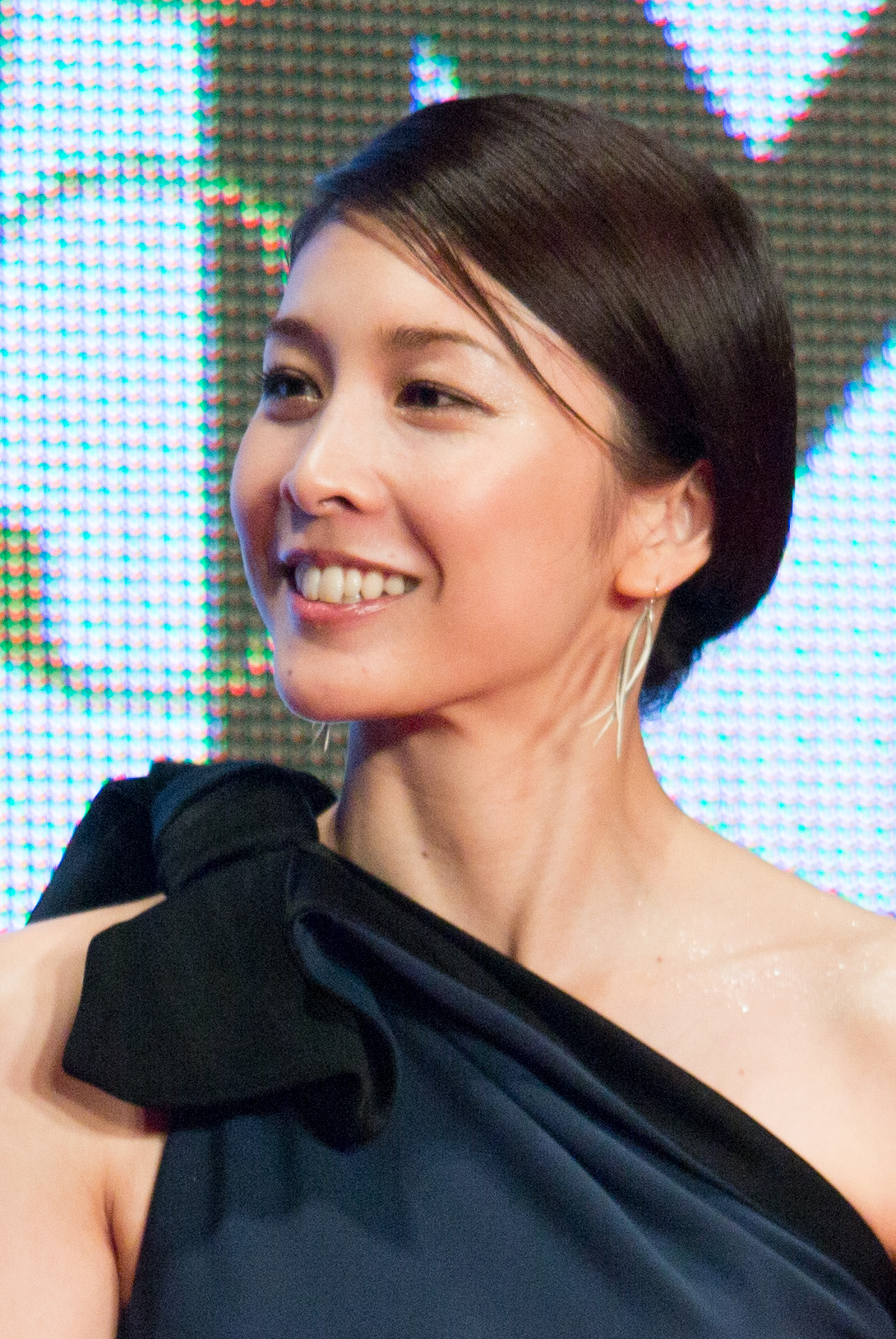
Yūko Takeuchi (2015)

Yūko Takeuchi (jap. 竹内 結子, Takeuchi Yūko; * 1. April 1980 in der Präfektur Saitama, Japan; † 27. September 2020 in Tokio) war eine japanische Schauspielerin. International bekannt wurde sie durch ihre Rollen in Film- und Fernsehproduktionen wie Ring – Das Original, Be With You oder FlashForward.

## Leben und Karriere
Yūko Takeuchi wurde bereits mit 18 Jahren durch ihre Rolle der Tomoko Ōishi in der Literaturverfilmung von Regisseur Hideo Nakata nach dem Bestseller The Ring von Kōji Suzuki vor allem in Japan zum Star. Sie wirkte danach in zahlreichen Kino- und Fernsehfilmen sowie in mehreren Fernsehserien ihres Heimatlandes. Dabei wurde sie vorwiegend in Haupt- oder wichtigen Nebenrollen besetzt. Komplexere Fernsehrollen spielte sie unter anderem als Noriko Shimura 2001 in der Fernsehminiserie Shiroi kage, des Weiteren in der Fernsehserie Pride, wo sie 2004 in 11 Episoden den Charakter der Aki Murase verkörperte oder in der Fernsehserie Fukigen na scene 2005, wo sie in 11 Episoden den Part von Aoi Yoshiko spielte. Darüber hinaus sah man sie 2008 in der dramatischen Serie Bara no nai hanaya.
Als Schauspielerin gewann Takeuchi in ihrer Karriere verschiedene Preise und Nominierungen. So war sie in den Jahren 2004, 2005 und 2006 insgesamt dreimal für den Award of the Japanese Academy als Beste Hauptdarstellerin nominiert. Des Weiteren gewann sie in ihrer Heimat den Nikkan Sports Film Awards und 2008 mehrfach den Kinema Junpo Award. International bekannt wurde sie zwischen 2009 und 2010 dann vor allem durch ihre Rolle als Keiko Arashida in der US-amerikanischen Science-Fiction-Fernsehserie FlashForward.
Yūko Takeuchi war von 2005 bis 2008 mit dem Schauspieler Shidō Nakamura verheiratet. Aus der Ehe ging ein Kind hervor. Takeuchi wurde am 27. September 2020 tot in ihrem Appartement aufgefunden. Tokios Polizeibehörde geht von einem Suizid durch Erhängen aus.

## Auszeichnungen
- 2004: Awards of the Japanese Academy – Nominierung in der Kategorie Beste Schauspielerin für den Film Yomigaeri
- 2005: Awards of the Japanese Academy – Nominierung in der Kategorie Beste Schauspielerin für den Film Ima, ai ni yukimasu
- 2006: Awards of the Japanese Academy – Nominierung in der Kategorie Beste Schauspielerin für den Film Haru no yuki
- 2007: Nikkan Sports Film Awards in der Kategorie Beste Schauspielerin für den Film Sidecar ni inu
- 2008: Kinema Junpo Award in der Kategorie Beste Schauspielerin für die Filme Sidecar ni inu, Closed Note und Midnight Eagle

## Filmografie (Auswahl)

### Kino
- 1998: Innocent World (イノセントワールド, Innosento Wārudo)
- 1998: Ring – Das Original (リング, Ringu)
- 1999: Big Show! Hawaii ni utaeba (ビッグ・ショー! ハワイに唄えば, Biggu Shō! Hawai ni utaeba)
- 2003: Yomigaeri (黄泉がえり)
- 2003: Hoshi ni negai o. (星に願いを。)
- 2004: Tengoku no hon’ya – Koibi (天国の本屋〜恋火)
- 2004: Be With You (いま、会いにゆきます, Ima, ai ni yukimasu)
- 2005: Haru no yuki (春の雪)
- 2007: Sidecar ni inu (サイドカーに犬, Saidokā ni inu)
- 2007: Closed Note (クローズド・ノート, Kurōzudo nōto)
- 2007: Midnight Eagle (ミッドナイト・イーグル, Middonaito īguru)
- 2008: Team Batista no eik̄o (チーム・バチスタの栄光, Chīmu bachisuta no eikō)
- 2009: General Rouge no gaisen (ジェネラル・ルージュの凱旋, Jeneraru Rūju no gaisen)
- 2009: Nakumonka (なくもんか)
- 2010: Golden Slumber (ゴールデンスランバー, Gōruden suranbā)
- 2010: Flowers (FLOWERS -フラワーズ-, Flowers – Furawāzu)
- 2011: Boku to tsuma no 1778 no monogatari (僕と妻の1778の物語)
- 2011: Hayabusa (はやぶさ/HAYABUSA)
- 2011: Sutekina kanashibari (ステキな金縛り)
- 2012: Potechi (ポテチ)
- 2013: Strawberry Night (ストロベリーナイト, Sutoroberī naito)
- 2014: Fushigi na misaki no monogatari (不思議な岬の物語)
- 2016: Zane -Sundeha Ikenai Heya- (残穢 -住んではいけない部屋-)

### Fernsehen
- 1998: Setsunai (せつない; Fernsehserie, 1 Episode)
- 1999: Romance (ロマンス; Fernsehserie, 1 Episode)
- 1999: Asuka (あすか; Fernsehserie, 1 Episode)
- 2000: Friends (Fernsehserie, 1 Episode)
- 2001: Gakko no sensei (ガッコの先生; Fernsehminiserie)
- 2001: Shiroi kage (白い影; Fernsehminiserie)
- 2002: Lunch no joō (ランチの女王, Ranchi no joō; Fernsehminiserie)
- 2002: Shiroi kage tokubetsuhen (白い影・特別編; Fernsehfilm)
- 2003: Egao no hōsoku (笑顔の法則; Fernsehserie, 1 Episode)
- 2003: Warszawa no aki (ワルシャワの秋, Warushawa no aki; Fernsehfilm)
- 2004: Pride (プライド, Puraido; Fernsehserie, 11 Episoden)
- 2004: Matthew’s Best Hit TV (Fernsehserie, 1 Episode)
- 2005: Fukigen na scene (不機嫌なジーン, Fukigen na jīn; Fernsehserie, 11 Episoden)
- 2008: Bara no nai hanaya (薔薇のない花屋; Fernsehserie, 10 Episoden)
- 2009–2010: FlashForward (Fernsehserie, 5 Episoden)
- 2010: Natsu no koi wa nijiiro ni kagayaku (夏の恋は虹色に輝く; Fernsehserie, 10 Episoden)
- 2010: Strawberry Night (ストロベリーナイト, Sutoroberī naito; Fernsehfilm)
- 2011: Suteki na kakushi dori: kanzen muketsu no concierge (ステキな隠し撮り 完全無欠のコンシェルジュ, ~ konsheruju; Fernsehfilm)
- 2012: Strawberry Night (ストロベリーナイト, Sutoroberī naito; Fernsehserie, 11 Episoden)
- 2013: Strawberry Night: After the Invisible Rain (ストロベリーナイト アフター・ザ・インビジブルレイン, Sutoroberī naito: Aftā za inbiziburu rein; Fernsehfilm)
- 2013: Cheap Flight (チープ・フライト, Chīpu furaito; Fernsehfilm)
- 2013: Dandarin: rōdō kijun kantokukan (ダンダリン 労働基準監督官; Fernsehminiserie)
- 2013: Daikūkō 2013 (大空港2013; Fernsehfilm)
- 2014: Matsumoto Seichō Kuroi fukuin – Kokusaisen stewardess satsujin jiken (松本清張 黒い福音 〜国際線スチュワーデス殺人事件〜, ~ suchuwādesu ~; Fernsehfilm)
- 2015: Kamo Shirenai Joyū Tachi (かもしれない女優たち; Fernsehserie)
- 2018: Miss Sherlock (ミス シャーロック; Fernsehserie)